# Рехино (железнодорожная станция)
Ре́хино — железнодорожная станция (остановочный пункт) в Зуевском районе Кировской области в составе Семушинского сельского поселения.

## География
Находится на железнодорожной линии Киров-Пермь на расстоянии примерно 16 километров на запад-северо-запад от районного центра города Зуевка.

## История
Упоминается с 1926 года, когда здесь (тогда разъезд №7) учтено было 9 дворов и 26 жителей, в 1950 10 и 35 соответственно. В 1989 году учтено 50 жителей. 

## Население
Постоянное население  составляло 39 человек (русские 97%) в 2002 году, 27 в 2010.